# Wiveca Säwén
Wiveca Jeanne Säwén Craig, född Säwén 18 februari 1951 i Kungsholms församling, Stockholm, är en svensk musiker (basist). 
Säwén var medlem av popbandet Nursery Rhymes och senare, under 1970-talet, i rockbandet NQB. Hon medverkade även på det feministiska albumet Tjejclown (1974). Hon arbetar som grundskollärare.